# Evangelische Stadtkirche Ravensburg

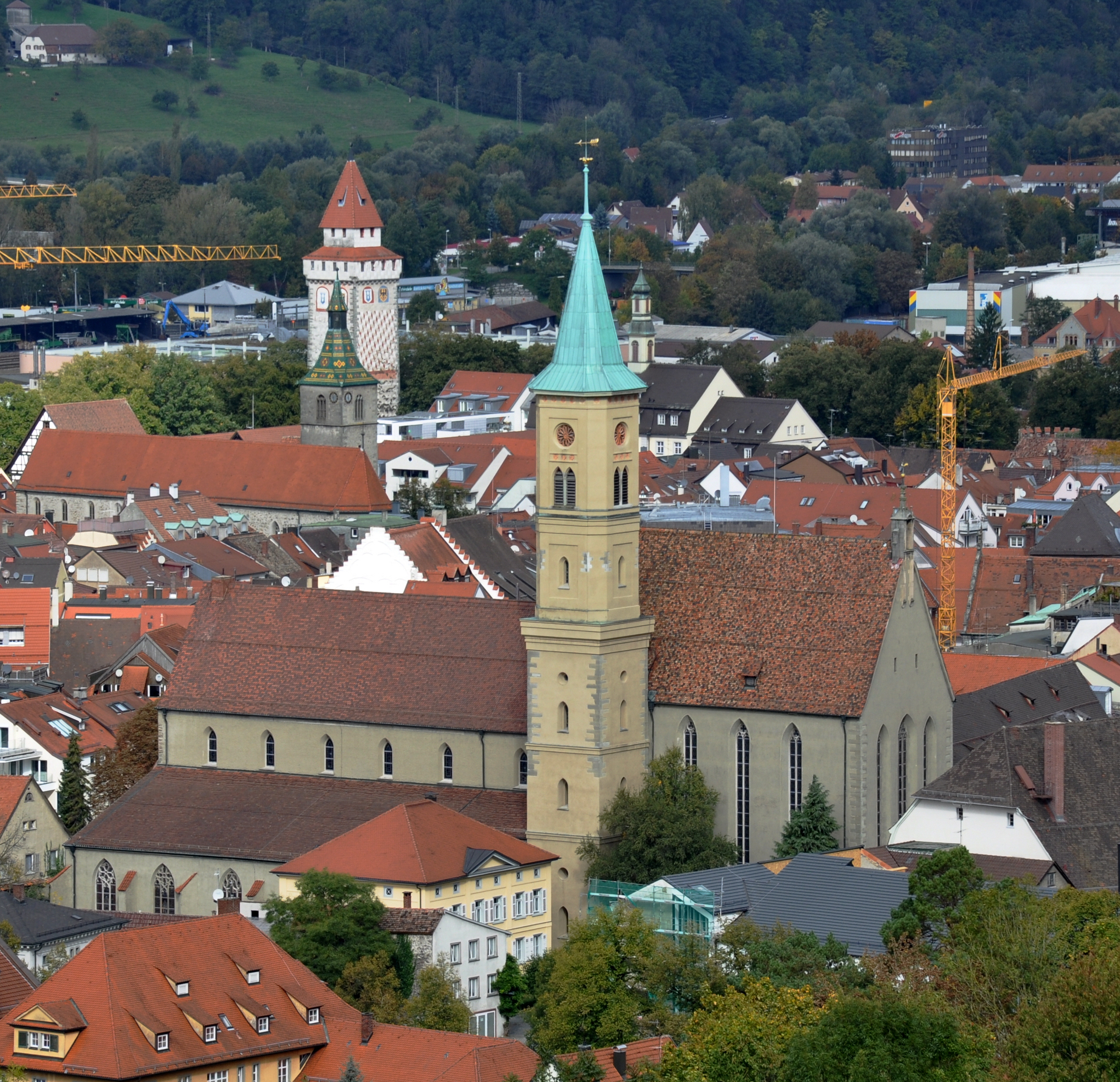
Evangelische Stadtkirche in Ravensburg

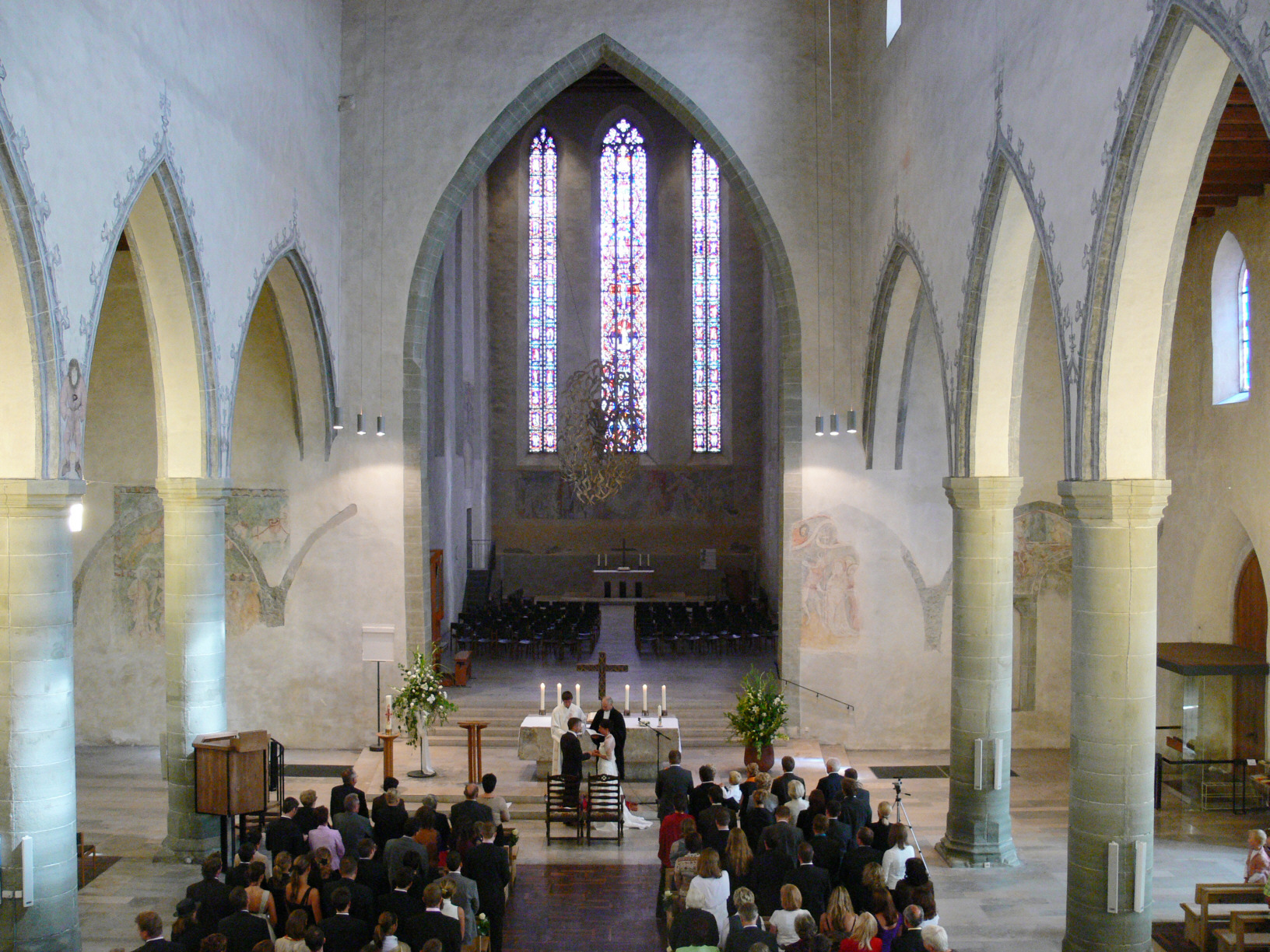
Blick durch den Kirchenraum

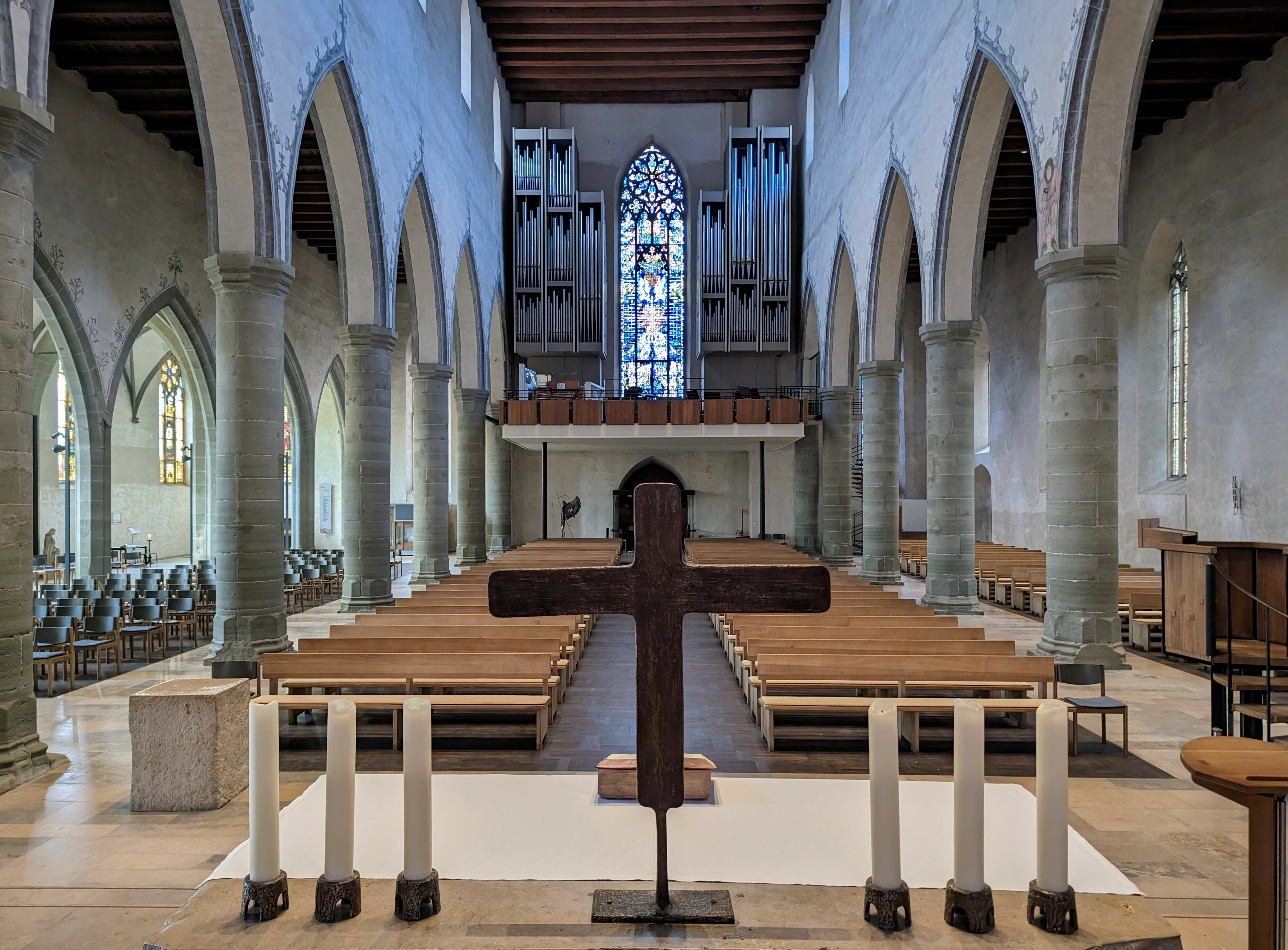
Blick zur Orgel und zu den drei Seitenschiffen

Die Stadtkirche ist ein protestantisches Kirchengebäude am Marienplatz in Ravensburg in Baden-Württemberg (Deutschland).

## Geschichte bis zur Reformation
Das Kirchengebäude wurde Mitte des 14. Jahrhunderts als Klosterkirche der Karmeliter erbaut und 1349 geweiht. Um 1400 war eine turmlose, dreischiffige Säulenbasilika mit hohem Rechteckchor entstanden. Als Bettelordenskirche wurden das Langhaus (bestehend aus Mittelschiff und den zwei Seitenschiffen) und der Chor mit seinen hohen Fenstern nicht mit Gewölben, sondern nur mit flachen Holzbalkendecken ausgestattet. Das Mauerwerk des Kirchengebäudes wurde hauptsächlich aus Bruchsteinen erstellt und behauene Werksteine wurden nur sparsam verwendet, was nicht zuletzt auf den Mangel an geeignetem Material in der Umgebung von Ravensburg zurückzuführen ist. 
In der Folgezeit wurden fünf Kapellen von wohlhabenden Ravensburger Geschlechtern gestiftet:
An das südliche Seitenschiff der Stadtkirche wurden angebaut die Möttelin-Kapelle (erbaut 1448) und die St.-Anna-Kapelle (erbaut 1508). Beide Kapellen besitzen noch die originalen Rippengewölbe mit gut erhaltenen Schlusssteinen und verzierten Konsolen. Sie bilden heute ein zweites südliches Seitenschiff, weil die zwei Kapellen inzwischen nach innen und untereinander geöffnet wurden.
Die hinter der Nordwand des Chors gelegene Gesellschaftskapelle wurde 1452 als Allerheiligen-Kapelle erbaut. 1461 wurde sie zur Kapelle der Ravensburger Handelsgesellschaft umgebaut. Sie besitzt ein eindrucksvolles Netzrippengewölbe. Das Fenster der Kapelle, bestehend aus 6 Einzelfenstern, wurde etwa 1450 hergestellt und ist das älteste Fenster der Stadtkirche. Die vielen eindrucksvollen Epitaphien an den Wänden aus dem 15. bis 18. Jahrhundert gehören überwiegend zu Ravensburger Patriziern und Kaufleuten. Die Epitaphien sind aus dem Kreuzgang und den Kapellen des einstigen Klosters hier vereinigt.
An der Südwand des Chors waren außen die Faber-Kapelle (erbaut 1404) und die Humpis-Kapelle (erbaut 1483) angebaut. Beide Kapellen wurden abgetragen, als in diesem Bereich 1844 der Stadtkirchenturm errichtet wurde.

## Geschichte nach der Reformation
Im Zuge der Reformation, die Ravensburg ab dem Jahr 1544 erreichte, wurde das Kirchengebäude um das Jahr 1554 auf beide Konfessionen aufgeteilt: Das Langhaus wurde zur Kirche der Protestanten, der Chorraum blieb Kirchengebäude der katholischen Karmeliter. Mit Ausnahme einer kurzen Zeit während des Dreißigjährigen Krieges, als das Kirchengebäude insgesamt wieder in katholische Hände kam, blieb die Trennung der Kirchenräume bis Anfang des 19. Jahrhunderts erhalten. Im Zuge der Auflösung des Klosters im Jahre 1810 wurde das Gebäude insgesamt an die evangelische Gemeinde übergeben. Das angrenzende ehemalige Karmeliterkloster beherbergt heute das Landgericht Ravensburg.
1859 bis 1862 erhielten das Mittelschiff, die beiden Seitenschiffe und der Chor neugotische Scheingewölbe und die gesamte Ausstattung (Altar, Kanzel, Taufstein, Gestühl) wurde dazu passend erneuert. 1861 erhielt das Langhaus eine neue Walcker-Orgel. Glasmaler Ludwig Mittermaier aus Lauingen schuf 1860 bis 1862 neue Fenster für den Chor und für das zweite südliche Seitenschiff. Letztere Fenster werden die sieben „Reformatorenfenster“ genannt.
1965 bis 1966 wurden die gesamten neugotischen Ausstattungen der Kirche wieder entfernt, der Zustand der Klosterzeit weitgehend wieder hergestellt und der Kirchenraum mit Werken zeitgenössischer Künstler ausgestattet. Bei diesen Umbauarbeiten wurden besonders an der Ostwand des Langhauses (Bereich des Chorbogens und des früheren Lettners) vielerlei beachtenswerte Fresken aus dem 14. und 15. Jahrhunderts mit biblischen Motiven freigelegt und restauriert. Die sieben „Reformatorenfenster“ von 1862 wurden beibehalten. Die acht Fenster im Chor und das große Westfenster gestaltete Glasmaler Hans Gottfried von Stockhausen neu. Die dabei ausgebauten Mittermaier-Fenster von 1862 wurden eingelagert. 1967 erhielt die Kirche eine neue Weigle-Orgel mit 3 Manualen und Pedal.
2016 bis 2020 wurde die Stadtkirche Ravensburg umfassend saniert und modernisiert. Die einzigartigen „Reformatorenfenster“ wurden aufwendig restauriert.
Zur Geschichte der Kirchengemeinde Ravensburg siehe unter Kirchenbezirk Ravensburg.

## Ausstattung

### Reformatorenfenster
Siehe unter Reformatorenfenster der Evangelischen Stadtkirche Ravensburg.

### Maßwerkfenster
Von Hans Gottfried von Stockhausen stammen die acht Glasfenster im Chor mit Szenen aus Altem und Neuem Testament sowie das als Kreuzmeditation gestaltete große Westfenster.

### Bronzeplastiken
Ulrich Henn schuf 1969 diese zwei Bronzeplastiken:
Im Chorbogen hängende Bronzedarstellung des von Engeln umgebenen Christus in der Mandorla.
Bronzekruzifix auf dem Hauptaltar mit Einzeldarstellungen des Weges Jesu und seines Wirkens.

### Orgel
Die Orgel der Stadtkirche wurde 1967 von dem Orgelbauunternehmen Friedrich Weigle (Echterdingen) als op. 1147 nach Entwurf von Walter Supper und Paul Horn erbaut. Das Orgelwerk ist auf zwei Orgelgehäuse, die das große Westfenster flankieren, aufgeteilt. Das Instrument hat 51 Register auf drei Manualwerken (linker Turm) und Pedal (rechter Turm). Das Brustwerk ist schwellbar. Der Spieltisch steht frei vor dem linken Turm. Die Spieltrakturen und Koppeln sind mechanisch, die Registertrakturen sind elektrisch.
Kantoren und Organisten an der Stadtkirche waren u. a. Paul Horn und Johanna Irmscher. Seit 1989 ist Michael Bender Organist und Kantor.
| I Hauptwerk C–g3 |              |          |
| 1.               | Quintatön    | 16′      |
| 2.               | Prinzipal    | 8′       |
| 3.               | Gemshorn     | 8′       |
| 4.               | Rohrflöte    | 8′       |
| 5.               | Oktave       | 4′       |
| 6.               | Hohlflöte    | 4′       |
| 7.               | Quinte       | 2 ⁄3′    |
| 8.               | Flachflöte   | 2′       |
| 9.               | Larigot II   | 1 ⁄3′+1′ |
| 10.              | Mixtur IV-VI | 2′       |
| 11.              | Fagott       | 16′      |
| 12.              | Helltrompete | 8′       |

| II Brustwerk C–g3 |                |        |
| 13.               | Stillbourdon   | 16′    |
| 14.               | Holzgedackt    | 8′     |
| 15.               | Weidenpfeife   | 8′     |
| 16.               | Prästant       | 4′     |
| 17.               | Schwebend Harf | 4′     |
| 18.               | Rohrflöte      | 4′     |
| 19.               | Nasatquinte    | 2 ⁄3′  |
| 20.               | Oktavflöte     | 2′     |
| 21.               | Terzflöte      | 1 3⁄5′ |
| 22.               | Septimflöte    | 1 ⁄7′  |
| 23.               | Blockflöte     | 1′     |
| 24.               | Scharf V       | 1′     |
| 25.               | Hautbois       | 8′     |
| 26.               | Schalmey       | 4′     |
|                   | Tremulant      |        |

| III Kronwerk C–g3 |                    |        |
| 27.               | Spitzgedackt       | 8′     |
| 28.               | Quintviola         | 8′     |
| 29.               | Prinzipal          | 4′     |
| 30.               | Koppelflöte        | 4′     |
| 31.               | Kleinprinzipal     | 2′     |
| 32.               | Waldflöte          | 2′     |
| 33.               | Spitzquinte        | 1 ⁄3′  |
| 34.               | Nonenpfeif         | 8⁄9′   |
| 35.               | Terz               | 1 3⁄5′ |
| 36.               | Klingend Zimbel IV | 1⁄2′   |
| 37.               | Krummhorn          | 8′     |
|                   | Tremulant          |        |

| Pedalwerk C–f1 |                 |        |   |
| 38.            | Untersatz       | 32′    |   |
| 39.            | Prinzipalbass   | 16′    |   |
| 40.            | Subbass         | 16′    |   |
| 41.            | Zartbass        | 16′    |   |
| 42.            | Oktavbass       | 8′     |   |
| 43.            | Spitzgamba      | 8′     |   |
| 44.            | Rohrgedeckt     | 4′     | * |
| 45.            | Choralbass II   | 4′+2′  | * |
| 46.            | Basszink III    | 5 1⁄3′ | * |
| 47.            | Hintersatz III  | 2 ⁄3′  | * |
| 48.            | Posaune         | 16′    |   |
| 49.            | Trompetenbass   | 8′     | * |
| 50.            | Clarine         | 4′     | * |
| 51.            | Singend Kornett | 2′     | * |
|                | Tremulant       |        | * |

- Koppeln: II/I, III/I, III/II, I/P, II/P, III/P
- Spielhilfen: 4 freie Kombinationen, 2 freie Pedalkombinationen, feste Kombinationen (tutti, organo pleno, Zungenplenum), Absteller

* = Register stehen auf separater Lade mit eigenem Tremulanten